# Воловик тонколистий
Воловик тонколистий (Anchusa leptophylla) — вид квіткових рослин родини шорстколистих (Boraginaceae).

## Біоморфологічна характеристика
Це багаторічна чи дворічна рослина 30–70 см заввишки, м'яко-волосиста, сіра. Стебла прямі, від простих до сильно розгалужених. Листки лінійні, 60–110 × 6–8 мм, цілокраї. Квіти в суцвіттях. Чашечка густо вкрита білими м'якими волосками, її зубчики тупі. Віночок зазвичай яскраво-блакитний з білим зівом, іноді від білого до жовтого; трубка 6–10 мм, частки 2–4 мм.

## Поширення
Болгарія, Румунія, європейська й азійська Туреччина, Вірменія, Грузія, Крим.
В Україні вид зростає на степових і кам'янистих схилах, біля доріг — у Криму.